# Резыка, Марк
Марк Резыка (англ. Mark Rezyka) — канадский кинорежиссёр, клипмейкер, снявший в 1980-е и 1990-е годы большое количество видеоклипов для популярных исполнителей в жанре глэм-метал.

## Биография и карьера
Родился в Канаде, в г. Монреаль. 
В 1982 году совместно с Марсело Эпстайном и Домиником Орландо основал компанию «Pendulum Productions» и за 15 лет как режиссёр снял свыше 300 видеоклипов, в том числе хард-рок и хэви-метал-группам: Quiet Riot, Kiss, Ratt, Cinderella, Whitesnake, Helloween, Warlock и многим другим. Также с успехом работал в рекламе, снимая ролики для таких компаний как Ford и General Motors. 
В 1988 году вышел его единственный художественный фильм (по собственному сценарию) — драма «К югу от Рено» (англ. South Of Reno).  
Сейчас является управляющим партнёром компании «Media Blanka LLC» и вице-президентом кинокомпании «Lionsgate Films Inc.».

## Некоторые видеоклипы
- 1983 Cheap Trick — I Сan't Take It
- 1983 Heart — How Can I Refuse You?
- 1983 Quiet Riot — Metal Health
- 1984 Helix — Gimme Good Lovin'
- 1984 Quiet Riot — Cum On Feel The Noize
- 1984 Quiet Riot — Mama Weer All Crazee Now
- 1985 Kix — Cold Shower
- 1985 Ratt — Back for More
- 1985 Ratt — Wanted Man
- 1986 Cheap Trick — Kiss Me Read
- 1986 Cinderella — Shake me
- 1986 Cinderella — Nobody's Fool
- 1987 Helloween — Halloween
- 1987 Warlock — All We Are
- 1987 Cinderella — Somebody Save Me
- 1988 Vixen — Cryin'
- 1988 Winger — Seventeen
- 1989 Kix — Don't Close Your Eyes
- 1989 Gorky Park — Within Your Eyes
- 1990 REO Speedwagon — Live It Up
- 1990 Joan Jett — Love Hurts
- 1990 Testament — Souls of black
- 1990 Kiss — Forever
- 1990 Tora Tora — Phantom Rider
- 1990 Thunder — Back Street Symphony
- 1990 Kiss — Rise To It
- 1990 Thunder — Gimme Some Lovin'
- 1991 Winger — Easy Come, Easy Go
- 1991 Firehouse — Don't Treat Me Bad
- 1991 Firehouse — Love Of A Lifetime
- 1991 Nelson — Only Time Will Tell
- 1991 Foreigner — Lowdown And Dirty
- 1991 Kiss — God Gave Rock 'n' Roll To You II
- 1991 Kix — Same Jane
- 1992 Spinal Tap — Bitch School
- 1992 Kiss — Everytime I Look At You